# Slim Khalbous
Slim Khalbous, né en 1971 à Nabeul, est un universitaire et homme politique tunisien.

## Biographie

### Formation et carrière professionnelle
En 1994, il décroche un DEA en gestion d'entreprise à l'université de Toulouse et, en 1996, un DEA de science politique à l'Institut d'études politiques de Toulouse. En 2000, il obtient un doctorat. Devenu professeur des universités en gestion d'entreprise, il publie des articles sur les sujets du management interculturel, de l'esprit d'entreprise et de la communication marketing. À partir de 1995, il enseigne dans des universités tunisiennes, étant également professeur invité dans des universités en France, au Maroc et au Liban. À partir de 2011, il est directeur général de l'Institut des hautes études commerciales de Carthage.
Il fonde la Revue tunisienne du marketing, dont il est par ailleurs le rédacteur en chef. Il fonde également deux entreprises consacrées au développement stratégique, aux études de marché, à la communication et aux technologies de l'information et de la communication.

### Ministre
Le 27 août 2016, il est nommé au poste de ministre de l'Enseignement supérieur et de la Recherche scientifique dans le gouvernement de Youssef Chahed. Le 30 avril 2017, il prend en charge à titre intérimaire le ministère de l'Éducation après la destitution de son collègue Néji Jalloul.
Lors de son mandat, il doit gérer un conflit opposant son ministère aux syndicats de l’enseignement supérieur et tente de réformer le système universitaire tunisien.
En juillet 2018, il annonce la création de l’Agence d’accueil des étudiants africains.
Le 14 décembre 2019, un communiqué de la présidence du gouvernement annonce sa démission après son élection au poste de recteur de l'Agence universitaire de la Francophonie afin de remplacer pour quatre ans le professeur Jean-Paul de Gaudemar.